# Cadillac Formula 1 Team
Pour les articles homonymes, voir Cadillac.
Le constructeur automobile américain General Motors est engagé pour concourir en tant que constructeur de Formule 1 sous la marque Cadillac sous le nom de Cadillac Formula 1 Team, à partir de la saison 2026, et devrait devenir un fournisseur de moteurs d'ici la fin des années 2020.
Le projet comprend trois sites aux États-Unis, à Fishers, Charlotte et Warren, ainsi qu'un site en Angleterre.

## Contexte
En janvier 2023, General Motors annonce son intention d'engager la marque Cadillac dans le championnat du monde de Formule 1, en collaboration avec Andretti Global. 
Cette initiative, approuvée par la Fédération internationale de l'automobile, est rejetée par le Formula One Group : « Andretti n'apporterait pas, en soi, de valeur au championnat […] La manière la plus significative dont un nouvel entrant apporterait de la valeur serait d'être compétitif. Nous ne pensons pas que le demandeur serait un participant compétitif,,. »
La Formule 1 annonce, en novembre 2024, l'arrivée de General Motors dans le championnat en tant que constructeur à partir de 2026 sous la marque Cadillac, et que la société deviendra un fournisseur de moteurs à une date ultérieure. Le directeur général du Formula One Group, Stefano Domenicali, déclare que leur engagement dans ce projet était une « démonstration importante et positive de l'évolution de ce sport. General Motors confirme que Mario Andretti siègera au conseil d'administration. » Le 7 mars 2025, la Formule 1 et la Fédération internationale de l'automobile officialisent l'annonce.

## Résultats en championnat du monde de Formule 1
| Saison | Écurie                  | Châssis | Moteur  | Pneus   | Pilotes | Grands Prix disputés | Points inscrits | Classement |
| ------ | ----------------------- | ------- | ------- | ------- | ------- | -------------------- | --------------- | ---------- |
| 2026   | Cadillac Formula 1 Team |         | Ferrari | Pirelli |         |                      |                 | e          |

## Palmarès des pilotes Cadillac
| Pilotes | Présence dans l'équipe | Grands Prix disputés | Points inscrits | Meilleur classement en qualification | Meilleur classement en course | Meilleur classement en championnat |
| ------- | ---------------------- | -------------------- | --------------- | ------------------------------------ | ----------------------------- | ---------------------------------- |
|         | 2026                   |                      |                 |                                      |                               |                                    |
|         | 2026                   |                      |                 |                                      |                               |                                    |